# Ismael Álvarez
Pour les articles homonymes, voir Álvarez.
Ismael Álvarez Rodríguez, né le 13 juillet 1950 à Ponferrada, est un homme politique espagnol.

## Biographie
Diplômé en droit, il est élu conseiller municipal de Ponferrada entre 1991 et 2002. Il est sénateur de 1993 à 1996. 
Il est le maire de la ville de Ponferrada de 1995 à 2002, jusqu'à sa condamnation par la justice pour harcèlement sexuel sur la personne de l'économiste Nevenka Fernández, alors conseillère municipale.

## Postérité
- 2021: La série Nevenka Fernández brise le silence de la documentariste Maribel Sánchez-Maroto, qui relate le procès contre Ismael Álvarez est diffusée sur le réseau Netflix[4];
- 2024 : Le film L'Affaire Nevenka de la cinéaste Icíar Bollaín[5], avec Urko Olazabal dans le rôle d'Ismael Álvarez et Mireia Oriol dans le rôle de Nevenka Fernández, sort dans les salles de cinéma de sa ville à l'automne 2024[6].